# Nekrolog Juni 2025
Nekrolog
◄◄
| ◄
| 2021
| 2022
| 2023
| 2024
| 2025
Januar |
Februar |
März |
April |
Mai |
Juni |
Juli |
August |
September |
Oktober |
November |
Dezember 2025
Weitere Ereignisse | Allgemeiner Nekrolog 2025
Die Beschreibung der verstorbenen Person sollte so kurz wie möglich gehalten sein und nur deren signifikante Tätigkeit(en) enthalten.
Neue Namen ggf. auch unter dem Geburts- und Sterbedatum, also etwa unter 1. Januar und im Geburts- und Sterbejahr (2024) eintragen (nur bei entsprechender großer Wichtigkeit). Für Beispiele siehe die schon vorhandenen Artikel.
Außerdem über die fünf zuletzt Verstorbenen, zu denen es einen ausreichend guten Artikel für eine Präsentation auf der Hauptseite gibt, nach der todesbedingten Überarbeitung der Artikel ggf. auch unter Wikipedia Diskussion:Hauptseite informieren und sie am besten auch in den anderen Wikipedia-Sprachversionen eintragen. Tipp: Regelmäßig bei news.google.de nach „ist tot“, „gestorben“ oder „verstorben“ suchen.
Wenn eine Person gestorben ist, gibt es viele Seiten zu dieser Person in der Wikipedia, die davon auch betroffen sind und entsprechend aktualisiert werden müssen. Beispiele: Namenübersichtsseite, Geburtsjahr, Geburtsort-Seiten und viele mehr.
Wie finde ich die betroffenen Seiten?
Im Suchfeld auf der linken Seite gibt man den Suchbegriff so ein: „Vorname Nachname“. Dann klickt man auf Volltext und alle Seiten mit entsprechendem Suchtext werden aufgerufen. Hier sieht man dann schnell, wo auch das Todesjahr Sinn macht oder sogar ein Teil des Artikels angepasst werden muss. Auch hilft das „Werkzeug“ auf der linken Seite sehr gut, um solche Seiten aufzufinden: „Links auf diese Seite“. Somit ist die Wikipedia wieder aktuell in allen Bereichen! Hinweis: bei Eintragung der Kategorie „Gestorben JAHR“ wird der Missbrauchsfilter 49 ausgelöst, was jedoch nicht schlimm ist. Siehe: Spezial:Missbrauchsfilter/49
Dies ist eine Liste von im Juni 2025 verstorbenen bekannten Persönlichkeiten. Die Einträge erfolgen innerhalb der einzelnen Daten alphabetisch sortiert. Tiere sind im Nekrolog für Tiere zu finden.

## Juni
Bearbeitungshinweis: Neue Todesfälle bitte absteigend nach Tagen geordnet eintragen. Die Todesfälle desselben Tages bitte in alphabetischer Reihenfolge einfügen.
| Tag      | Name                                | Beruf, bekannt als                                                                                  | Alter | Beleg |
| -------- | ----------------------------------- | --------------------------------------------------------------------------------------------------- | ----- | ----- |
| 30. Juni | Dieter Bochmann                     | deutscher Informatiker                                                                              | 87    |       |
| 30. Juni | Ion Cernea                          | rumänischer Ringer                                                                                  | 88    |       |
| 30. Juni | Pierre Cogen                        | französischer Organist, Komponist, Chorleiter, Improvisator und Musikpädagoge                       | 93    |       |
| 30. Juni | Ken Colley                          | britischer Schauspieler                                                                             | 87    |       |
| 30. Juni | Gilda Cruz-Romo                     | mexikanische Opernsängerin                                                                          | 85    |       |
| 30. Juni | Luis Pascual Dri                    | argentinischer Kardinal                                                                             | 98    |       |
| 30. Juni | Robert C. Dynes                     | kanadisch-US-amerikanischer Physiker                                                                | 82    |       |
| 30. Juni | Siegmund Helms                      | deutscher Musikwissenschaftler und -pädagoge                                                        | 86    |       |
| 30. Juni | Axel Kutsch                         | deutscher Schriftsteller                                                                            | 80    |       |
| 30. Juni | Wanda dos Santos                    | brasilianische Leichtathletin                                                                       | 93    |       |
| 30. Juni | Lajos Sătmăreanu                    | rumänischer Fußballspieler                                                                          | 81    |       |
| 30. Juni | Jim Shooter                         | US-amerikanischer Comiczeichner und Herausgeber                                                     | 73    |       |
| 30. Juni | Michael Sommer                      | deutscher Gewerkschafter                                                                            | 73    |       |
| 30. Juni | Ctibor Turba                        | tschechischer Schauspieler, Pantomime, Bühnenautor, Regisseur und Pädagoge                          | 80    |       |
| 30. Juni | Rudolf Warzilek                     | österreichischer Politiker                                                                          | 86    |       |
| 30. Juni | Dieter Wellmann                     | deutscher Kirchenmusiker                                                                            | 92    |       |
| 29. Juni | Wolfgang Böhmer                     | deutscher Mediziner und Politiker                                                                   | 89    |       |
| 29. Juni | Stuart Burrows                      | britischer Opernsänger                                                                              | 92    |       |
| 29. Juni | EnteTainment                        | deutscher Rapper                                                                                    | 37    |       |
| 29. Juni | Monika Goll                         | deutsche Schauspielerin                                                                             | 83    |       |
| 29. Juni | Pentti Matikainen                   | finnischer Eishockeyspieler und -trainer                                                            | 74    |       |
| 29. Juni | Alan Peacock                        | englischer Fußballspieler                                                                           | 87    |       |
| 29. Juni | Bernard Reymond                     | Schweizer Theologe                                                                                  | 92    |       |
| 29. Juni | Hans Rößler                         | Lehrer, Heimatkundler, Kirchenhistoriker                                                            | 89    |       |
| 29. Juni | Carlos Antonio Vargas Guatatuca     | ecuadorianischer Politiker                                                                          | 66    |       |
| 29. Juni | Thomas Witzmann                     | deutscher Schlagzeuger und Komponist                                                                | 67    |       |
| 28. Juni | Harold Allison                      | australischer Politiker                                                                             | 94    |       |
| 28. Juni | Klaus-Jürgen Bauer                  | österreichischer Architekt                                                                          | 62    |       |
| 28. Juni | Thomas Noel Bisson                  | US-amerikanischer Historiker                                                                        | 94    |       |
| 28. Juni | Ihor Kalynez                        | sowjetischer bzw. ukrainischer Dichter und Schriftsteller                                           | 85    |       |
| 28. Juni | Wayne Larkins                       | englischer Cricketspieler                                                                           | 71    |       |
| 28. Juni | Jürgen Molsen                       | deutscher Brigadegeneral                                                                            | 89    |       |
| 28. Juni | Klaus Mylius                        | deutscher Indologe                                                                                  | 94    |       |
| 28. Juni | Tigran Nalbandjan                   | armenischer Schachspieler                                                                           | 50    |       |
| 28. Juni | Kevin Nunis                         | malaysischer Hockeyspieler                                                                          | 65    |       |
| 28. Juni | Dave Parker                         | US-amerikanischer Baseballspieler                                                                   | 74    |       |
| 28. Juni | Carlos Schvartzman                  | paraguayischer Gitarrist und Komponist                                                              | 77    |       |
| 28. Juni | Peter Steiner                       | deutscher Maler, Grafiker und Grafikdesigner                                                        | 99    |       |
| 28. Juni | Katrin Troendle                     | deutsche Kabarettistin und Sängerin                                                                 | 58    |       |
| 28. Juni | Jacques Vergnes                     | französischer Fußballspieler                                                                        | 76    |       |
| 27. Juni | Bill Dellinger                      | US-amerikanischer Leichtathlet                                                                      | 91    |       |
| 27. Juni | Michel Fromont                      | französischer Rechtswissenschaftler                                                                 | 91    |       |
| 27. Juni | Shefali Jariwala                    | indische Schauspielerin und Model                                                                   | 42    |       |
| 27. Juni | Jim Parkinson                       | US-amerikanischer Typograf und Logogestalter                                                        | 83    |       |
| 27. Juni | Hans-Joachim Queisser               | deutscher Physiker                                                                                  | 93    |       |
| 27. Juni | Joseph Martin Sartoris              | US-amerikanischer Weihbischof                                                                       | 97    |       |
| 27. Juni | Eckart Schremmer                    | deutscher Staatswissenschaftler und Historiker                                                      | 91    |       |
| 27. Juni | Takahiro Shiraishi                  | japanischer Serienmörder                                                                            | 34    |       |
| 27. Juni | Ileana Silai                        | rumänische Leichtathletin                                                                           | 83    |       |
| 27. Juni | Christel Wagner-Watzlawski          | deutsche Politikerin                                                                                | 91    |       |
| 26. Juni | Max Baumann                         | deutscher Physiker                                                                                  | 93    |       |
| 26. Juni | Richard Boucher                     | US-amerikanischer Diplomat                                                                          | 73    |       |
| 26. Juni | Monika Hansen                       | deutsche Schauspielerin                                                                             | 83    |       |
| 26. Juni | Rick Hurst                          | US-amerikanischer Schauspieler                                                                      | 79    |       |
| 26. Juni | Peter Hutchinson                    | britisch-US-amerikanischer Maler, Land-Art-Künstler und Konzeptkünstler                             | 94    |       |
| 26. Juni | Terry G. McGee                      | neuseeländisch-kanadischer Geograph                                                                 | 89    |       |
| 26. Juni | Bill Moyers                         | US-amerikanischer Präsidentenberater und Journalist                                                 | 91    |       |
| 26. Juni | Lalo Schifrin                       | argentinisch-US-amerikanischer Komponist                                                            | 93    |       |
| 26. Juni | Walter Scott                        | US-amerikanischer Sänger                                                                            | 81    |       |
| 26. Juni | Paul Stocker                        | US-amerikanischer Jazzmusiker                                                                       | 73    |       |
| 26. Juni | Jaroslav Studzizba                  | polnischer Fußballspieler                                                                           | 69    |       |
| 26. Juni | Renata Waldgoni                     | jugoslawische bzw. kroatische Architektin                                                           | 68    |       |
| 25. Juni | Verena von Asten                    | deutsche Schriftstellerin                                                                           | 92    |       |
| 25. Juni | Wim van Eekelen                     | niederländischer Diplomat und Politiker                                                             | 94    |       |
| 25. Juni | Wolfgang Mahr                       | deutscher Fußballspieler und -trainer                                                               | 72    |       |
| 25. Juni | Carolyn McCarthy                    | US-amerikanische Politikerin                                                                        | 81    |       |
| 25. Juni | Hitoshi Morishita                   | japanischer Fußballspieler                                                                          | 57    |       |
| 25. Juni | John Peoples                        | US-amerikanischer Physiker                                                                          | 92    |       |
| 25. Juni | Gerry Philbin                       | US-amerikanischer American-Football-Spieler                                                         | 83    |       |
| 25. Juni | Ulrich Silberbach                   | deutscher Gewerkschafter                                                                            | 63    |       |
| 25. Juni | Jesse Sharps                        | US-amerikanischer Jazzmusiker                                                                       | 72    |       |
| 25. Juni | John Patrick Williams               | US-amerikanischer Politiker                                                                         | 87    |       |
| 24. Juni | Eduardo Cofré                       | chilenischer Fußballspieler                                                                         | 63    |       |
| 24. Juni | Roland Felix                        | deutscher Mediziner und Radiologe                                                                   | 87    |       |
| 24. Juni | Manfred Haak                        | deutscher Geograph und Pädagoge                                                                     | 93    |       |
| 24. Juni | Erich Hahn                          | deutscher Philosoph                                                                                 | 95    |       |
| 24. Juni | Klaus Junge                         | deutscher Physiker                                                                                  | 98    |       |
| 24. Juni | Werner Meißner                      | deutscher Wirtschaftswissenschaftler                                                                | 88    |       |
| 24. Juni | Sylvia Michel                       | Schweizer Geistliche                                                                                | 89    |       |
| 24. Juni | Clark Olofsson                      | schwedischer Krimineller                                                                            | 78    |       |
| 24. Juni | Heinz Petanjek                      | österreichischer Skitrainer                                                                         | 85    |       |
| 24. Juni | Rubén Rodríguez                     | kubanischer Tänzer und Choreograf                                                                   | 68    |       |
| 24. Juni | Bobby Sherman                       | US-amerikanischer Sänger und Schauspieler                                                           | 81    |       |
| 24. Juni | Wilhelm Stoffel                     | deutscher Biochemiker                                                                               | 97    |       |
| 24. Juni | Alvaro Vitali                       | italienischer Schauspieler                                                                          | 75    |       |
| 24. Juni | Rainer Wimmer                       | österreichischer Politiker und Gewerkschafter                                                       | 69    |       |
| 23. Juni | Moses Amweelo                       | namibischer Politiker                                                                               | 73    |       |
| 23. Juni | Kamal-Hanna Bathish                 | israelischer Bischof                                                                                | 93    |       |
| 23. Juni | Alessandro Cappabianca              | italienischer Architekt, Architektur-, Kunst- und Filmkritiker sowie Semiotiker und Hochschullehrer | 88    |       |
| 23. Juni | John Clark                          | schottischer Fußballspieler                                                                         | 84    |       |
| 23. Juni | Rebekah Del Rio                     | US-amerikanische Sängerin                                                                           | 57    |       |
| 23. Juni | Dilip Doshi                         | indischer Cricketspieler                                                                            | 77    |       |
| 23. Juni | Feya Faku                           | südafrikanischer Jazztrompeter                                                                      | 63    |       |
| 23. Juni | Erwin Heck                          | deutscher Politiker                                                                                 | 97    |       |
| 23. Juni | Gérard Lefranc                      | französischer Fechter                                                                               | 90    |       |
| 23. Juni | Lea Massari                         | italienische Schauspielerin                                                                         | 91    |       |
| 23. Juni | Adolfo Olivares                     | chilenischer Fußballspieler                                                                         | 84    |       |
| 23. Juni | Øyvind Østerud                      | norwegischer Politikwissenschaftler                                                                 | 81    |       |
| 23. Juni | Margit Palme                        | österreichische Malerin                                                                             | 85    |       |
| 23. Juni | Karl Heinz Peifer                   | deutscher Jurist                                                                                    | 87    |       |
| 23. Juni | Susan Beth Pfeffer                  | US-amerikanische Schriftstellerin                                                                   | 77    |       |
| 23. Juni | Peter Phillips                      | britischer Künstler                                                                                 | 86    |       |
| 23. Juni | Sabú Porrina                        | spanischer Flamenco-Perkussionist                                                                   | 41    |       |
| 23. Juni | Mick Ralphs                         | britischer Gitarrist                                                                                | 81    |       |
| 23. Juni | Martin Staehelin                    | Schweizer Musikwissenschaftler                                                                      | 87    |       |
| 22. Juni | Aki Aleong                          | US-amerikanischer Schauspieler, Sänger und Musikproduzent                                           | 90    |       |
| 22. Juni | Gerardo Chávez                      | peruanischer Maler und Bildhauer                                                                    | 87    |       |
| 22. Juni | Kai Ehlers                          | deutscher Sachbuchautor                                                                             | 81    |       |
| 22. Juni | Akira Hasegawa                      | japanischer Physiker                                                                                | 91    |       |
| 22. Juni | Georg Marin                         | österreichischer Schauspieler                                                                       | 78    |       |
| 22. Juni | Joe Marinelli                       | US-amerikanischer Schauspieler                                                                      | 68    |       |
| 22. Juni | Arnaldo Pomodoro                    | italienischer Bildhauer                                                                             | 98    |       |
| 22. Juni | Beate Ritter                        | österreichische Opernsängerin                                                                       | 41    |       |
| 22. Juni | Michael Schmidt                     | deutscher Fernsehproduzent                                                                          | 52    |       |
| 22. Juni | Franco Testa                        | italienischer Radrennfahrer                                                                         | 87    |       |
| 21. Juni | Martin Arnhold                      | deutscher Hörfunkmoderator                                                                          | 89    |       |
| 21. Juni | Raïssa Gbédji                       | beninische Journalistin, Aktivistin und Sängerin                                                    |       |       |
| 21. Juni | Robert Chang                        | US-amerikanischer Materialwissenschaftler                                                           | 83    |       |
| 21. Juni | Erik Dammann                        | norwegischer Gesellschaftskritiker und Schriftsteller                                               | 94    |       |
| 21. Juni | Denis Lathoud                       | französischer Handballspieler und -trainer                                                          | 59    |       |
| 21. Juni | David Lawrence                      | englischer Cricketspieler                                                                           | 61    |       |
| 21. Juni | Juanito Márquez                     | kubanisch-US-amerikanischer Gitarrist und Komponist                                                 | 95    |       |
| 21. Juni | Karl Maureen                        | deutscher Organist                                                                                  | 86    |       |
| 21. Juni | Kailash Purryag                     | mauritischer Politiker                                                                              | 77    |       |
| 21. Juni | Mikayla Raines                      | US-amerikanische Tierschützerin und Webvideoproduzentin                                             | 29    |       |
| 21. Juni | Jochen Dieter Range                 | deutscher Baltist                                                                                   | 84    |       |
| 21. Juni | Walter Seitz                        | deutscher Fußballspieler                                                                            | 75    |       |
| 21. Juni | Frederick W. Smith                  | US-amerikanischer Unternehmer                                                                       | 80    |       |
| 21. Juni | Walentina Talysina                  | sowjetische bzw. russische Schauspielerin                                                           | 90    |       |
| 20. Juni | Richard Bambach                     | US-amerikanischer Paläontologe                                                                      | 91    |       |
| 20. Juni | Clifford Barbaro                    | US-amerikanischer Jazz-Schlagzeuger                                                                 | 77    |       |
| 20. Juni | Edwin Bhend                         | Schweizer Schachspieler                                                                             | 93    |       |
| 20. Juni | Marita Camacho Quirós               | costa-ricanische Präsidentengattin und Altersrekordlerin                                            | 114   |       |
| 20. Juni | Blake Farenthold                    | US-amerikanischer Politiker                                                                         | 63    |       |
| 20. Juni | Gero Fischer                        | deutscher Übersetzer und Herausgeber                                                                | 85    |       |
| 20. Juni | Ivar Giaever                        | norwegisch-US-amerikanischer Physiker                                                               | 96    |       |
| 20. Juni | Francis Graham-Smith                | britischer Astronom                                                                                 | 102   |       |
| 20. Juni | Sébastien Groulx                    | kanadischer Gewichtheber                                                                            | 50    |       |
| 20. Juni | Jeremias Kaligiorgis                | griechischer Metropolit                                                                             | 90    |       |
| 20. Juni | Gertrud Leutenegger                 | Schweizer Schriftstellerin                                                                          | 76    |       |
| 20. Juni | Juan Levy                           | deutscher Pianist, Dirigent und Musikschriftsteller                                                 | 93    |       |
| 20. Juni | Mieczysław Młynarski                | polnischer Basketballspieler und -trainer                                                           | 69    |       |
| 20. Juni | Pauli Nevala                        | finnischer Leichtathlet                                                                             | 84    |       |
| 20. Juni | Günther Rinker                      | österreichischer Fußballspieler                                                                     | 75    |       |
| 20. Juni | Hermann Unterstöger                 | deutscher Journalist, Reporter und Kolumnist                                                        | 81    |       |
| 20. Juni | Maria Voce                          | italienische Juristin und Theologin                                                                 | 87    |       |
| 20. Juni | Patrick Walden                      | britischer Gitarrist und Songwriter                                                                 | 46    |       |
| 20. Juni | Wolfgang Wischmeyer                 | deutscher Theologe                                                                                  | 80    |       |
| 19. Juni | Nelly Akopian                       | sowjetische bzw. russische Pianistin                                                                | 84    |       |
| 19. Juni | Aziza Baroud                        | tschadische Politikerin und Diplomatin                                                              | 59    |       |
| 19. Juni | Jack Betts                          | US-amerikanischer Schauspieler                                                                      | 96    |       |
| 19. Juni | Barbara Beuys                       | deutsche Historikerin und Schriftstellerin                                                          | 81    |       |
| 19. Juni | Tilly Boesche-Zacharow              | deutsche Schriftstellerin und Autorin                                                               | 97    |       |
| 19. Juni | Wolfgang Deppert                    | deutscher Philosoph                                                                                 | 86    |       |
| 19. Juni | Fritz Eichbauer                     | deutscher Bauunternehmer                                                                            | 97    |       |
| 19. Juni | André Fanton                        | französischer Politiker                                                                             | 97    |       |
| 19. Juni | Francesco Guerra                    | italienischer Physiker                                                                              | 82    |       |
| 19. Juni | Lynn Hamilton                       | US-amerikanische Schauspielerin                                                                     | 95    |       |
| 19. Juli | Edward Wesley Hildreth              | US-amerikanischer Geologe und Vulkanologe                                                           | 86    |       |
| 19. Juni | Rolf Hilgenfeld                     | deutscher Biochemiker                                                                               | 71    |       |
| 19. Juni | Anton Konrad                        | deutscher Volkswirtschaftler                                                                        | 93    |       |
| 19. Juni | Raymond Laflamme                    | kanadischer Physiker                                                                                | 64    |       |
| 19. Juni | James Prime                         | britischer Keyboarder                                                                               | 64    |       |
| 19. Juni | Adolf Martin Ritter                 | deutscher Theologe und Kirchenhistoriker                                                            | 91    |       |
| 19. Juni | Guido Tenesi                        | italienischer Eishockeyspieler                                                                      | 71    |       |
| 19. Juni | Cavin Leon Yarbrough                | US-amerikanischer Musiker                                                                           | 71    |       |
| 18. Juni | Annika Åhnberg                      | schwedische Politikerin                                                                             | 75    |       |
| 18. Juni | Peter Baillie                       | neuseeländischer Opernsänger                                                                        | 91    |       |
| 18. Juni | Lou Christie                        | US-amerikanischer Sänger und Songwriter                                                             | 82    |       |
| 18. Juni | Sándor Görög                        | ungarischer Chemiker                                                                                | 91    |       |
| 18. Juni | Guy Husson                          | französischer Leichtathlet                                                                          | 94    |       |
| 18. Juni | Manfred Jendryschik                 | deutscher Schriftsteller                                                                            | 82    |       |
| 18. Juni | Konstantin Kokora                   | sowjetischer Eiskunstläufer                                                                         | 67    |       |
| 18. Juni | Thabet Habib Yousif Al Mekko        | irakischer Bischof                                                                                  | 49    |       |
| 18. Juni | Tom Murphy                          | US-amerikanischer Leichtathlet                                                                      | 89    |       |
| 18. Juni | Braulio Musso                       | chilenischer Fußballspieler                                                                         | 95    |       |
| 18. Juni | Mark Peploe                         | britischer Drehbuchautor und Filmregisseur                                                          | 82    |       |
| 17. Juni | Alfred Brendel                      | österreichischer Pianist und Essayist                                                               | 94    |       |
| 17. Juni | Anne Burrell                        | US-amerikanische Fernsehköchin                                                                      | 55    |       |
| 17. Juni | Gregg Lee Carter                    | US-amerikanischer Soziologe                                                                         | 74    |       |
| 17. Juni | Egon Coordes                        | deutscher Fußballspieler und -trainer                                                               | 80    |       |
| 17. Juni | Bernhard Diestelkamp                | deutscher Rechtshistoriker                                                                          | 95    |       |
| 17. Juni | Herbert Frey                        | deutscher Eishockeyfunktionär                                                                       | 83    |       |
| 17. Juni | Albert Hackl                        | österreichischer Professor und Museumsgründer                                                       | 97    |       |
| 17. Juni | Michael Hanisch                     | deutscher Journalist und Filmpublizist                                                              | 85    |       |
| 17. Juni | Manuel Hermoso                      | spanischer Politiker                                                                                | 89    |       |
| 17. Juni | Léon Krier                          | luxemburgischer Architekt und Stadtplaner                                                           | 79    |       |
| 17. Juni | Bernard Lacombe                     | französischer Fußballspieler                                                                        | 72    |       |
| 17. Juni | Hans-Peter Lamparth                 | deutscher Fußballspieler                                                                            | 78    |       |
| 17. Juni | François Marcela-Froideval          | französischer Rollenspielentwickler und Comic-Szenarist                                             | 66    |       |
| 17. Juni | Leonardo Morlino                    | italienischer Politikwissenschaftler                                                                | 77    |       |
| 17. Juni | Manfred Müller                      | deutscher Gewerkschafter und Politiker                                                              | 82    |       |
| 17. Juni | Cícero Sandroni                     | brasilianischer Journalist und Schriftsteller                                                       | 90    |       |
| 17. Juni | Gerd Sandstede                      | deutscher Chemiker                                                                                  | 96    |       |
| 17. Juni | Gailard Sartain                     | US-amerikanischer Schauspieler                                                                      | 81    |       |
| 17. Juni | Ali Schadmani                       | iranischer Generalmajor                                                                             | ?     |       |
| 17. Juni | Petra Schrott                       | italienische Badmintonspielerin                                                                     | 53    |       |
| 17. Juni | Leander „Pionear“ Topp              | deutscher Sänger, Musikproduzent und Labelbetreiber                                                 | 56    |       |
| 17. Juni | Walter Wenzel                       | deutscher Slawist und Namenforscher                                                                 | 96    |       |
| 17. Juni | Manuel Zarzo                        | spanischer Schauspieler                                                                             | 93    |       |
| 17. Juni | Martin Ziermann                     | deutscher Bauforscher                                                                               | 69    |       |
| 16. Juni | Rafael Acosta Córdoba               | mexikanischer Rockmusiker                                                                           | 80    |       |
| 16. Juni | Lutz Hofmann                        | deutscher Fußballspieler                                                                            | 58    |       |
| 16. Juni | Ekkehardt Gahntz                    | deutscher Journalist                                                                                | 79    |       |
| 16. Juni | Roland Kastner                      | deutscher Fußballtorhüter                                                                           | 68    |       |
| 16. Juni | Daniel Kleppner                     | US-amerikanischer Physiker                                                                          | 92    |       |
| 16. Juni | Ramón „El Portugués“ Suárez Salazar | spanischer Flamencosänger                                                                           | 76    |       |
| 16. Juni | Ernst Tippelt                       | deutscher Fußballspieler                                                                            | 82    |       |
| 16. Juni | Loll Weber                          | luxemburgischer Musikkritiker                                                                       | 90    |       |
| 16. Juni | Hubert Weinzierl                    | deutscher Natur- und Umweltschützer                                                                 | 89    |       |
| 15. Juni | Michel Bergmann                     | schweizerisch-deutscher Filmregisseur, -produzent, Journalist und Schriftsteller                    | 80    |       |
| 15. Juni | Markus Besenbeck                    | deutscher Betriebswirt                                                                              | 49    |       |
| 15. Juni | Juan Calzadilla                     | venezolanischer Autor und Künstler                                                                  | 95    |       |
| 15. Juni | John Farrington                     | australischer Leichtathlet                                                                          | 82    |       |
| 15. Juni | Max Fink                            | US-amerikanischer Mediziner                                                                         | 102   |       |
| 15. Juni | Edwin O. Fischer                    | österreichischer Betriebswirtschaftler                                                              | 68    |       |
| 15. Juni | Detlef Gruber                       | österreichischer Politiker                                                                          | 72    |       |
| 15. Juni | Sven-Åke Johansson                  | schwedischer Schlagzeuger, Komponist und bildender Künstler                                         | 81    |       |
| 15. Juni | Mohammed Kasemi                     | iranischer Brigadegeneral und Geheimdienstler                                                       | 63    |       |
| 15. Juni | Gunther Köhler                      | deutscher Zoologe                                                                                   | 60    |       |
| 15. Juni | William Langewiesche                | US-amerikanischer Schriftsteller und Journalist                                                     | 70    |       |
| 15. Juni | Bernhard Marsch                     | deutscher Filmemacher und Schauspieler                                                              | 63    |       |
| 15. Juni | John Reid                           | britischer Musikproduzent, DJ und Sänger                                                            | 61    |       |
| 15. Juni | Horst Singer                        | deutscher Handballspieler                                                                           | 90    |       |
| 15. Juni | Werner Tegtmeier                    | deutscher Verwaltungsbeamter                                                                        | 84    |       |
| 15. Juni | Bill Vanaver                        | US-amerikanischer Musiker, Lehrer und Folklorist                                                    | 81    |       |
| 15. Juni | Thornton Willis                     | US-amerikanischer Maler                                                                             | 89    |       |
| 14. Juni | Afa Ah Loo                          | samoanischer Modedesigner                                                                           | 39    |       |
| 14. Juni | Joanna Bacon                        | britische Schauspielerin                                                                            | 72    |       |
| 14. Juni | Lorraine Barry                      | irisch-neuseeländische Musikmanagerin                                                               | 66    |       |
| 14. Juni | Guillaume Bijl                      | belgischer Konzeptkünstler                                                                          | 79    |       |
| 14. Juni | Violeta Barrios de Chamorro         | nicaraguanische Politikerin und Publizistin                                                         | 95    |       |
| 14. Juni | Melissa Hortman                     | US-amerikanische Politikerin                                                                        | 55    |       |
| 14. Juni | Turki al-Jasser                     | saudischer Journalist und Menschenrechtsaktivist                                                    | ≈48   |       |
| 14. Juni | Werner Krämer                       | deutscher Sozialethiker                                                                             | 84    |       |
| 14. Juni | Friederike Kreutzkamm               | deutsche Unternehmerin                                                                              | 92    |       |
| 14. Juni | Topsy Küppers                       | österreichische Schauspielerin, Sängerin und Theaterleiterin                                        | 93    |       |
| 14. Juni | Willy Lang                          | deutscher Fußballspieler                                                                            | 80    |       |
| 14. Juni | Leonard Lauder                      | US-amerikanischer Unternehmer und Kunstmäzen                                                        | 92    |       |
| 14. Juni | Ronald Mönch                        | deutscher Jurist und Hochschulrektor                                                                | 82    |       |
| 14. Juni | Penelope A. Mountjoy                | britische Archäologin und Mykenologin                                                               | 78    |       |
| 14. Juni | Ramón Navarro                       | argentinischer Folkloresänger und -komponist                                                        | 91    |       |
| 14. Juni | Bira Presidente                     | brasilianischer Samba-Musiker                                                                       | 88    |       |
| 14. Juni | Joel Shapiro                        | US-amerikanischer Künstler                                                                          | 83    |       |
| 14. Juni | Eberhard Strauch                    | deutscher Fußballspieler                                                                            | 77    |       |
| 14. Juni | Bernd Vowinkel                      | deutscher Astronom und Sachbuchautor                                                                | 78    |       |
| 14. Juni | Kay Zareh                           | deutscher Architekt und Stadtplaner                                                                 | 82    |       |
| 13. Juni | Parnia Abbasi                       | iranische Lyrikerin                                                                                 | 23    |       |
| 13. Juni | Fereidun Abbassi                    | iranischer Atomwissenschaftler                                                                      | 66    |       |
| 13. Juni | Fikred Ahmedi                       | kosovarischer Bauingenieur und Architekturwissenschaftler                                           | 82    |       |
| 13. Juni | Mohammad Bagheri                    | iranischer Generalmajor                                                                             | ≈65   |       |
| 13. Juni | Martín Billoch                      | argentinischer Regattasegler                                                                        | 65    |       |
| 13. Juni | Amir Ali Hajizadeh                  | iranischer Brigadegeneral                                                                           | 63    |       |
| 13. Juni | Norbert Irtel                       | deutscher Fußballspieler                                                                            | 80    |       |
| 13. Juni | Dill Katz                           | britischer Jazzbassist                                                                              | 79    |       |
| 13. Juni | Louis Moholo                        | südafrikanischer Jazzmusiker                                                                        | 85    |       |
| 13. Juni | Ferjan Ormeling Jr.                 | niederländischer Kartograf                                                                          | 82    |       |
| 13. Juni | Honest John Plain                   | britischer Musiker und Sänger                                                                       | 73    |       |
| 13. Juni | Gholam Ali Rashid                   | iranischer Generalmajor                                                                             | ≈72   |       |
| 13. Juni | Hussein Salami                      | iranischer Generalmajor                                                                             | ≈65   |       |
| 13. Juni | Ulrich Schindel                     | deutscher Klassischer Philologe                                                                     | 89    |       |
| 13. Juni | Mohammed Mehdi Tehrantschi          | iranischer Physiker                                                                                 | 60    |       |
| 13. Juni | Horst Tielmann                      | deutscher Skisprungtrainer und -funktionär                                                          | 70    |       |
| 13. Juni | Wolfgang Wiegand                    | deutscher Rechtswissenschaftler                                                                     | 85    |       |
| 12. Juni | David Hekili Kenui Bell             | US-amerikanischer Schauspieler                                                                      | 46    |       |
| 12. Juni | Herbert Bolliger                    | Schweizer Manager                                                                                   | 71    |       |
| 12. Juni | Else Breen                          | norwegische Schriftstellerin                                                                        | 98    |       |
| 12. Juni | Cord Buch                           | deutscher Autor                                                                                     | 70    |       |
| 12. Juni | Patience Eboumbou                   | kamerunische Politikerin                                                                            | 75    |       |
| 12. Juni | Maurice Gee                         | neuseeländischer Schriftsteller                                                                     | 93    |       |
| 12. Juni | Sunjay Kapur                        | indischer Unternehmer                                                                               | 53    |       |
| 12. Juni | Paul Ladouceur                      | kanadischer Theologe                                                                                | 81    |       |
| 12. Juni | Leopold März                        | österreichischer Bio- und Lebensmittelchemiker                                                      | 81    |       |
| 12. Juni | Tenzin Namdak                       | tibetischer Bön-Meister und Buchautor                                                               | 100   |       |
| 12. Juni | Gunter Preuß                        | deutscher Schriftsteller                                                                            | 84    |       |
| 12. Juni | Vijay Rupani                        | indischer Politiker                                                                                 | 68    |       |
| 12. Juni | Radu Stroe                          | rumänischer Politiker                                                                               | 75    |       |
| 12. Juni | Werner Weimar-Mazur                 | deutscher Lyriker                                                                                   | 69    |       |
| 11. Juni | Liam Fitzgerald                     | irischer Politiker                                                                                  | 75    |       |
| 11. Juni | Ananda Lewis                        | US-amerikanische Fernsehmoderatorin                                                                 | 52    |       |
| 11. Juni | Douglas McCarthy                    | britischer Sänger                                                                                   | 58    |       |
| 11. Juni | Geoff Palmer                        | britischer Agrarwissenschaftler und Menschenrechtsaktivist                                          | 85    |       |
| 11. Juni | Heinz-Günter Prager                 | deutscher Bildhauer, Zeichner und Grafiker                                                          | 80    |       |
| 11. Juni | Artur Prozell                       | deutscher Politiker                                                                                 | 91    |       |
| 11. Juni | Rafael Samudio                      | kolumbianischer General und Politiker                                                               | 93    |       |
| 11. Juni | Tetsuo Satō                         | japanischer Volleyballspieler                                                                       | 76    |       |
| 11. Juni | Tang Xiaoyan                        | chinesische Umweltwissenschaftlerin                                                                 | 92    |       |
| 11. Juni | Brian Wilson                        | US-amerikanischer Musiker                                                                           | 82    |       |
| 10. Juni | Josef Baumberger                    | deutscher Pornoregisseur und -produzent                                                             | 81    |       |
| 10. Juni | Bujar Bukoshi                       | kosovarischer Politiker                                                                             | 78    |       |
| 10. Juni | Terry Louise Fisher                 | US-amerikanische Drehbuchautorin                                                                    | 79    |       |
| 10. Juni | Peter Frerichs                      | deutscher Polizeibeamter                                                                            | 79    |       |
| 10. Juni | Karin Graßhof                       | deutsche Juristin                                                                                   | 87    |       |
| 10. Juni | Günter Harder                       | deutscher Mathematiker                                                                              | 87    |       |
| 10. Juni | Suchinda Kraprayoon                 | thailändischer Militär und Politiker                                                                | 91    |       |
| 10. Juni | Günter Madeja                       | deutscher Fußballspieler                                                                            | 86    |       |
| 10. Juni | Don Moore                           | US-amerikanischer Jazz-Bassist                                                                      | 86    |       |
| 10. Juni | Sigram Schindler                    | deutscher Unternehmer                                                                               | 89    |       |
| 10. Juni | Jenny De la Torre Castro            | peruanisch-deutsche Ärztin und Stiftungsgründerin                                                   | 71    |       |
| 10. Juni | Günther Uecker                      | deutscher Maler und Objektkünstler                                                                  | 95    |       |
| 10. Juni | Gazi Yaşargil                       | türkisch-schweizerischer Mediziner                                                                  | 99    |       |
| 10. Juni | Harris Yulin                        | US-amerikanischer Schauspieler                                                                      | 87    |       |
| 9. Juni  | Georg Bautzmann                     | deutscher Brigadegeneral                                                                            | 90    |       |
| 9. Juni  | Alfred Doppler                      | österreichischer Literaturwissenschaftler                                                           | 103   |       |
| 9. Juni  | Pierre Dubois                       | Schweizer Politiker                                                                                 | 86    |       |
| 9. Juni  | Frederick Forsyth                   | britischer Schriftsteller                                                                           | 86    |       |
| 9. Juni  | Partho Ghosh                        | indischer Filmregisseur und -produzent                                                              | 76    |       |
| 9. Juni  | David Murdock                       | US-amerikanischer Unternehmer                                                                       | 102   |       |
| 9. Juni  | Lucien N. Nedzi                     | US-amerikanischer Politiker                                                                         | 100   |       |
| 9. Juni  | Julio Quevedo                       | guatemaltekischer Leichtathlet                                                                      | 85    |       |
| 9. Juni  | Chris Robinson                      | US-amerikanischer Schauspieler                                                                      | 86    |       |
| 9. Juni  | Sly Stone                           | US-amerikanischer Sänger, Songwriter und Musikproduzent                                             | 82    |       |
| 9. Juni  | Ferdi Zeyrek                        | türkischer Architekt und Politiker                                                                  | 48    |       |
| 8. Juni  | Lawrence Eugene Brandt              | US-amerikanischer Bischof                                                                           | 86    |       |
| 8. Juni  | Ewa Dałkowska                       | polnische Schauspielerin                                                                            | 78    |       |
| 8. Juni  | Matija Dedić                        | kroatischer Jazzpianist                                                                             | 52    |       |
| 8. Juni  | David Greenwood                     | US-amerikanischer Basketballspieler                                                                 | 68    |       |
| 8. Juni  | Wladyslaw Horaj                     | ukrainischer Opernsänger                                                                            | 57    |       |
| 8. Juni  | Heinrich Kürpick                    | deutscher Manager und Wirtschaftswissenschaftler                                                    | 90    |       |
| 8. Juni  | Gerold Jung                         | deutscher Fotograf und Reisejournalist                                                              | 86    |       |
| 8. Juni  | Nina Kuscsik                        | US-amerikanische Leichtathletin                                                                     | 86    |       |
| 8. Juni  | Antioco Piseddu                     | italienischer Bischof                                                                               | 88    |       |
| 8. Juni  | Gilbert Ramano                      | südafrikanischer General                                                                            | 85    |       |
| 8. Juni  | Anthony Reid                        | australischer Historiker                                                                            | 85    |       |
| 8. Juni  | Uriah Rennie                        | englischer Fußballschiedsrichter                                                                    | 65    |       |
| 8. Juni  | Claus Peter Schnorr                 | deutscher Mathematiker und Informatiker                                                             | 81    |       |
| 8. Juni  | Vladimír Smutný                     | tschechischer Kameramann                                                                            | 82    |       |
| 8. Juni  | Carlo von Tiedemann                 | deutscher Schauspieler und Fernsehmoderator                                                         | 81    |       |
| 8. Juni  | Stu Wilson                          | neuseeländischer Rugbyspieler                                                                       | 70    |       |
| 7. Juni  | Ghazala Azmat                       | pakistanische Ökonomin                                                                              | ≈46   |       |
| 7. Juni  | Albert Hanlin Crews                 | US-amerikanischer Astronaut und Testpilot                                                           | 96    |       |
| 7. Juni  | Renate Damm                         | deutsche Juristin                                                                                   | 89    |       |
| 7. Juni  | Julia Dingwort-Nusseck              | deutsche Wirtschaftsjournalistin und Bundesbankerin                                                 | 103   |       |
| 7. Juni  | Tony Jordan                         | britischer Badmintonspieler                                                                         | 91    |       |
| 7. Juni  | Klaus König                         | deutscher Opernsänger                                                                               | 91    |       |
| 7. Juni  | José Luis Mollaghan                 | argentinischer Erzbischof                                                                           | 79    |       |
| 6. Juni  | Wolfgang Abel                       | deutscher Sachbuchautor und Verleger                                                                | 68    |       |
| 6. Juni  | Fritz Burger                        | deutscher Heimatforscher                                                                            | 96    |       |
| 6. Juni  | Peter Barac                         | österreichischer Fußballspieler                                                                     | 61    |       |
| 6. Juni  | Changuito                           | kubanischer Perkussionist                                                                           | 77    |       |
| 6. Juni  | Us Conradi                          | deutsche Schauspielerin und Schriftstellerin                                                        | 96    |       |
| 6. Juni  | Gerhard Gehrig                      | deutscher Wirtschaftswissenschaftler                                                                | 95    |       |
| 6. Juni  | Siegfried Hinterkausen              | deutscher Schriftsteller                                                                            | 87    |       |
| 6. Juni  | Jürgen Jensen                       | deutscher Ethnologe                                                                                 | 87    |       |
| 6. Juni  | Susanne von Loessl                  | deutsche Schauspielerin und Autorin                                                                 | 86    |       |
| 6. Juni  | Scott Metcalfe                      | US-amerikanischer Eishockeyspieler                                                                  | 58    |       |
| 6. Juni  | Ibrahima N’Diaye                    | malischer Politiker                                                                                 | 77    |       |
| 6. Juni  | Vasilis Papavasiliou                | griechischer Schauspieler und Regisseur                                                             | 76    |       |
| 6. Juni  | Raidi                               | chinesischer Politiker                                                                              | 86    |       |
| 6. Juni  | Dietrich Welte                      | deutscher Geochemiker                                                                               | 90    |       |
| 5. Juni  | Bill Atkinson                       | US-amerikanischer Softwareentwickler                                                                | 74    |       |
| 5. Juni  | Walter Brueggemann                  | US-amerikanischer Theologe                                                                          | 92    |       |
| 5. Juni  | Hubert Buchberger                   | deutscher Violinist und Dirigent                                                                    | 73    |       |
| 5. Juni  | Paul Drechsel                       | deutscher Kulturwissenschaftler                                                                     | 80    |       |
| 5. Juni  | Wolfgang Dreybrodt                  | deutscher Physiker                                                                                  | 86    |       |
| 5. Juni  | Anatoli Gunizki                     | sowjetischer bzw. russischer Rockmusiker und Schriftsteller                                         | 71    |       |
| 5. Juni  | Brigitta Hauser-Schäublin           | Schweizer Ethnologin und Publizistin                                                                | 80    |       |
| 5. Juni  | Friedhelm Jesse                     | deutscher Fußballspieler                                                                            | 89    |       |
| 5. Juni  | Uwe Lang                            | deutscher Autor, Vermögensverwalter und Theologe                                                    | 81    |       |
| 5. Juni  | Wayne Lewis                         | US-amerikanischer Sänger                                                                            | 68    |       |
| 5. Juni  | Edgar Lungu                         | sambischer Politiker                                                                                | 68    |       |
| 5. Juni  | Albert de Pury                      | Schweizer Theologe                                                                                  | 84    |       |
| 5. Juni  | Wolfgang Trampe                     | deutscher Schriftsteller                                                                            | 86    |       |
| 5. Juni  | Gerhard Vohwinkel                   | deutscher Jazzmusiker                                                                               | 93    |       |
| 4. Juni  | Bernd Fischer                       | deutscher Fußballtrainer                                                                            | 86    |       |
| 4. Juni  | Richard Alba                        | US-amerikanischer Soziologe                                                                         | 82    |       |
| 4. Juni  | Nicole Croisille                    | französische Sängerin und Tänzerin                                                                  | 88    |       |
| 4. Juni  | Rachel Crotto                       | US-amerikanische Schachspielerin                                                                    | 66    |       |
| 4. Juni  | Marc Garneau                        | kanadischer Astronaut und Politiker                                                                 | 76    |       |
| 4. Juni  | Karlmann Geiß                       | deutscher Jurist                                                                                    | 90    |       |
| 4. Juni  | Niède Guidon                        | brasilianische Archäologin                                                                          | 92    |       |
| 4. Juni  | Clifton Jones                       | jamaikanisch-britischer Schauspieler                                                                | 87    |       |
| 4. Juni  | Frankie Jordan                      | französischer Sänger                                                                                | 86    |       |
| 4. Juni  | Philippe Labro                      | französischer Schriftsteller, Journalist und Filmemacher                                            | 88    |       |
| 4. Juni  | Rachid Lombard                      | südafrikanischer Jazzfotograf und -promoter                                                         | 74    |       |
| 4. Juni  | Enzo Staiola                        | italienischer Schauspieler                                                                          | 85    |       |
| 4. Juni  | Arnold Wise                         | US-amerikanischer Jazz-Schlagzeuger                                                                 | 89    |       |
| 3. Juni  | Peter de Bie                        | niederländischer Radiomoderator und Hörfunkredakteur                                                | 75    |       |
| 3. Juni  | Josip Joška Broz                    | serbischer Politiker                                                                                | 77    |       |
| 3. Juni  | Dieter Dausch                       | deutscher Mediziner                                                                                 | 84    |       |
| 3. Juni  | Eugen Doga                          | sowjetischer bzw. moldauisch-russischer Komponist                                                   | 88    |       |
| 3. Juni  | Doug Eggers                         | US-amerikanischer American-Football-Spieler                                                         | 94    |       |
| 3. Juni  | Gidon Graetz                        | israelischer Bildhauer                                                                              | 95    |       |
| 3. Juni  | Arthur Hamilton                     | US-amerikanischer Songwriter                                                                        | 98    |       |
| 3. Juni  | Halvor Haug                         | norwegischer Komponist                                                                              | 73    |       |
| 3. Juni  | Nobuyuki Masuda                     | japanischer Manager                                                                                 | 91    |       |
| 3. Juni  | Shigeo Nagashima                    | japanischer Baseballspieler und -manager                                                            | 89    |       |
| 3. Juni  | Valery Panov                        | sowjetischer bzw. israelischer Balletttänzer und Choreograf                                         | 87    |       |
| 3. Juni  | Edmund White                        | US-amerikanischer Schriftsteller                                                                    | 85    |       |
| 2. Juni  | Brian Bond                          | britischer Militärhistoriker                                                                        | 89    |       |
| 2. Juni  | Eva Borušovičová                    | slowakische Regisseurin, Drehbuchautorin und Schriftstellerin                                       | 55    |       |
| 2. Juni  | E. Brian Davies                     | britischer Mathematiker                                                                             | 80    |       |
| 2. Juni  | Margaret A. Dix                     | britisch-guatemaltekische Biologin                                                                  | 86    |       |
| 2. Juni  | Peter Dombrowski                    | deutscher Mathematiker                                                                              | 96    |       |
| 2. Juni  | Roger Freeman                       | britischer Politiker und Peer                                                                       | 83    |       |
| 2. Juni  | Colin Jerwood                       | britischer Punkmusiker                                                                              | 63    |       |
| 2. Juni  | Pierre Nora                         | französischer Historiker                                                                            | 93    |       |
| 2. Juni  | Obisia Nwankpa                      | nigerianischer Boxer                                                                                | 75    |       |
| 2. Juni  | Jochen Richter                      | deutscher Filmregisseur, Drehbuchautor und Kameramann                                               | 83    |       |
| 2. Juni  | Morris Talansky                     | US-amerikanischer Unternehmer                                                                       | 92    |       |
| 2. Juni  | Tan Joe Hok                         | indonesischer Badmintonspieler                                                                      | 87    |       |
| 2. Juni  | Xu Qiliang                          | chinesischer Politiker                                                                              | 75    |       |
| 1. Juni  | Ansgar Ahlbrecht                    | deutscher Benediktinerpater und Schriftsteller                                                      | 96    |       |
| 1. Juni  | Edward Anders                       | lettisch-US-amerikanischer Geochemiker und Holocaustforscher                                        | 98    |       |
| 1. Juni  | Gerd Bockwoldt                      | deutscher Religionspädagoge                                                                         | 90    |       |
| 1. Juni  | Klaus Engels                        | deutscher Fußballspieler                                                                            | 86    |       |
| 1. Juni  | Fred Espenak                        | US-amerikanischer Astrophysiker                                                                     | 71    |       |
| 1. Juni  | John Gorman                         | US-amerikanischer Weihbischof                                                                       | 99    |       |
| 1. Juni  | Reiner Haehling von Lanzenauer      | deutscher Jurist, Historiker und Autor                                                              | 96    |       |
| 1. Juni  | Jonathan Joss                       | US-amerikanischer Schauspieler und Synchronsprecher                                                 | 59    |       |
| 1. Juni  | Bernd Katzenstein                   | deutscher Publizist und Journalist                                                                  | 85    |       |
| 1. Juni  | Sharon Moe                          | US-amerikanische Hornistin und Komponistin                                                          | 83    |       |
| 1. Juni  | Monica Nielsen                      | schwedische Schauspielerin und Sängerin                                                             | 87    |       |
| 1. Juni  | Víctor Manuel Ochoa Cadavid         | kolumbianischer Bischof                                                                             | 62    |       |
| 1. Juni  | Jaume Santandreu Sureda             | spanischer Schriftsteller, Sozialarbeiter und Politiker                                             | 86    |       |
| 1. Juni  | Heidemarie Unterreiner              | österreichische Politikerin                                                                         | 81    |       |
| 1. Juni  | Herbert Völker                      | österreichischer Motorjournalist, Chefredakteur und Herausgeber                                     | 81    |       |

### Datum unbekannt
| Zeitangabe                      | Name                  | Beruf, bekannt als                                                  | Alter | Beleg |
| ------------------------------- | --------------------- | ------------------------------------------------------------------- | ----- | ----- |
| Tod bekannt gegeben am 30. Juni | Lo Breier             | deutsch-österreichisch-niederländischer Grafikdesigner und Layouter | 72    |       |
| Tod bekannt gegeben am 28. Juni | Mabandla Dlamini      | eswatinischer Politiker                                             | 94    |       |
| Tod bekannt gegeben am 24. Juni | Icko Iben             | US-amerikanischer Astronom                                          | 93    |       |
| Nacht zum 19. Juni              | Heinz Horrmann        | deutscher Gastronomiekritiker, Journalist und Buchautor             | 82    |       |
| Tod bekannt gegeben am 12. Juni | Zoltán Horváth        | ungarischer Fechter                                                 | 88    |       |
| Tod bekannt gegeben am 10. Juni | Kurt Schrage          | deutscher Fotograf und Autor                                        | 75    |       |
| Tod bekannt gegeben am 10. Juni | Paul Thomas           | US-amerikanischer Pornodarsteller und -regisseur                    | 76    |       |
| Nacht zum 9. Juni               | Ole Bertelsen         | dänischer Bischof                                                   | 100   |       |
| Tod bekannt gegeben am 9. Juni  | Tibor Kincses         | ungarischer Judoka                                                  | 65    |       |
| Nacht zum 3. Juni               | Helmuth Gsöllpointner | österreichischer Plastiker, Objektkünstler und Designer             | 91    |       |
| Tod bekannt gegeben am 2. Juni  | Herbert Jakob Weinand | deutscher Möbeldesigner und Innenarchitekt                          | ≈71   |       |
| Tod bekannt gegeben am 1. Juni  | Giorgio Carioti       | italienisch-deutscher Musikclubbetreiber und Veranstalter           | 85    |       |